# Esther Ralston
Esther Ralston (Bar Harbor, 17 september 1902 - Ventura, 14 januari 1994) was een Amerikaans actrice.
Ralston begon haar carrière als kind in vaudeville. Samen met haar familie acteerde ze in de voorstelling The Ralston Family with Baby Esther, America's Youngest Juliet. Aan het einde van de jaren 10 begon ze ook met het acteren in stomme films.
In 1924 werd ze opgemerkt door haar vertolking van Mrs. Darling in Peter Pan. Ralston speelde in haar carrière voornamelijk levendige karakters in komische films, maar werd ook kritisch geprezen voor rollen in dramafilms.
Ralston werd razend populair toen ze een contract kreeg bij Paramount Pictures. Ze verdiende $8.000 per week en verwierf met name veel bijval in Engeland.
Toen de geluidsfilm opdook, bleef Ralston werkzaam in de filmindustrie. Desondanks nam haar populariteit af en kreeg ze nog enkel rollen aangeboden in B-films. In 1940 trok zij zich terug uit de filmwereld. In de jaren 60 keerde ze kort terug voor een rol in de soapserie Our Five Daughters.
Ralston overleed op 14 januari 1994. Ze heeft een ster op de Hollywood Walk of Fame.
- Biblioteca Nacional de España: XX5479888
- Bibliothèque nationale de France: cb12486891k (data)
- Gemeinsame Normdatei: 127459537
- International Standard Name Identifier: 0000 0000 7731 1422
- Library of Congress Control Number: n84201310
- SNAC: w6875z40
- Virtual International Authority File: 391149066574865601683